# 福山三菱電機球場
福山三菱電機球場（ふくやま みつびしでんき きゅうじょう）は、広島県福山市緑町の三菱電機株式会社福山製作所工場内にある野球場である。

## 概要
1948年8月、三菱電機福山製作所工場敷地内に竣工。その年の8月4日、同球場の杮落しを兼ねて、「日本野球・中国シリーズ」と称し、地元の新聞社が主催して南海ホークス対急映フライヤーズの試合が行われた。これは広島県内においての初のプロ野球公式試合でもあった。当日はノンプロ（社会人野球）の試合が前座で2試合開催され、午後2時半ごろにプロの試合が行われた。
1950年に結成された広島カープも、同年2月17日紅白戦を初開催。3月16日には中日ドラゴンズを招待して公式戦を初めて開催、その試合で白石勝巳が中日の杉下茂から、チーム結成第1号のホームランを記録した。
しかし、1952年に福山市民球場が開設した影響により、福山市での公式戦は市民球場で行われるようになったため、三菱電機球場での試合は、1950年8月25日に行われた広島対国鉄スワローズ戦までのわずか5試合で終わった。
球場自体は三菱電機福山製作所のグラウンドとして現存しているが、開場された当時に設えられていたスタンドやバックスクリーンはのちに撤去されている。

## 球場データ
- 所在地　福山市緑町1-8
- 両翼91.4m、中堅106.7m
- 公式戦開催 5試合[1]